# Câinele sălbatic asiatic
Câine sălbatic asiatic (sau dolul; Cuon alpinus) este o specie de canide care nu este înrudită îndeaproape cu niciun alt canid, fiind diferită de câini, lupi, vulpi sau dingo.

## Răspândire
Acesta trăiește în zonele montane din Asia Centrală, pe pajiștile alpine și stepele montane înalte din Asia de Vest și în pădurile de taiga din Asia de Est dar mai apare și în zonele de coastă. Acesta mai preferă zonele împădurite, zonele montane și, ocazional, zonele de câmpie din Myanmar, India, Indochina, Indonezia și China.